# Wereldkampioenschappen wielrennen 2015 – Wegwedstrijd mannen junioren
De 41e editie van de wegwedstrijd voor mannen junioren op de wereldkampioenschappen wielrennen werd gehouden op 28 september 2015. De deelnemers moesten een parcours van 129,6 kilometer in en rond Richmond afleggen. De Oostenrijker Felix Gall volgde Jonas Bokeloh op als winnaar.

## Uitslag
| Plaats | Naam                   | Tijd     |
| ------ | ---------------------- | -------- |
| Goud   | Felix Gall             | 3u11'09" |
| Zilver | Clément Bétouigt-Suire | z.t.     |
| Brons  | Rasmus Pedersen        | + 1"     |
| 4      | Reto Müller            | + 10"    |
| 5      | Martin Salmon          | z.t.     |
| 6      | Nicola Conci           | z.t.     |
| 7      | Mathias Norsgaard      | + 13"    |
| 8      | Nathan Draper          | z.t.     |
| 9      | Marc Hirschi           | z.t.     |
| 10     | Pit Leyder             | + 20"    |
| 11     | Thomas Vereecken       | + 21"    |
| 12     | Alexys Brunel          | + 23"    |
| 13     | Anthon Charmig         | + 26"    |
| 14     | Max Kanter             | + 36"    |
| 15     | Matteo Sobrero         | z.t.     |
| 16     | Michael Storer         | z.t.     |
| 17     | Gino Mäder             | z.t.     |
| 18     | Adrien Costa           | z.t.     |
| 19     | Joey Walker            | z.t.     |
| 20     | Kévin Geniets          | z.t.     |